# La Grange (North Carolina)
La Grange (soms ook geschreven als LaGrange of Lagrange) is een plaats (town) in de Amerikaanse staat North Carolina, en valt bestuurlijk gezien onder Lenoir County.

## Demografie
Bij de volkstelling in 2000 werd het aantal inwoners vastgesteld op 2844.
In 2006 is het aantal inwoners door het United States Census Bureau geschat op 2789, een daling van 55 (-1,9%).

## Geografie
Volgens het United States Census Bureau beslaat de plaats een oppervlakte van
5,9 km², geheel bestaande uit land. La Grange ligt op ongeveer 30 m boven zeeniveau.

## Plaatsen in de nabije omgeving
De onderstaande figuur toont nabijgelegen plaatsen in een straal van 20 km rond La Grange.